# Māra Lisenko
Māra Lisenko (Jūrmala, Letonia, 13 de junio de 1986) es una cantante y cantautora letona. Es conocida como la fundadora de la banda Karmafree y desde 2018 es la líder de la banda de death metal MĀRA. Māra práctica principalmente growl, pero gracias a sus diversas técnicas vocales, también es capaz de cantar clara o incluso lírica.

## Biografía
Māra nació el 13 de junio de 1986 en la ciudad de Jūrmala en Letonia. Al crecer en una familia de músicos, estuvo expuesta a la música desde temprana edad. Su madre, que también es cantante, establece a Māra como objetivo para igualar su nivel. Comenzó a dedicarse a gruñir a los 13 años y se unió a su primera banda solo un año después.
En 2007, Māra estudió en la escuela  Vocaltech-Thames Valley University. Fue entrenada por algunos entrenadores vocales del metal, como Melissa Cross, Mark Baxter o incluso Enrico H. Di Lorenzo. Además, recibió ayuda de cantantes reconocidos en el mundo del metal como Derrick Green (Sepultura) o incluso Rafał Piotrowski (Decapitated).
En 2010, en Londres, Inglaterra, Māra fundó con su esposo el grupo Karmafree. Formó dúo con Dmitry Lisenko que toca el bajo y Māra en la voz. El estilo de la banda es alternativo e involucran sus peleas sociales y políticas. En 2012, lanzaron su primer EP.
Desde 2011, Māra ha sido entrenadora vocal. Da clases en Skype para todos los niveles, desde principiantes hasta cantantes avanzados.
Se unió a un grupo de death metal melódico letona llamado Ocularis Infernum en 2015. La banda lanzó un álbum en 2017 y no ha estado activa en las redes sociales desde finales de 2018.
En 2018, Māra comienza su grupo actual, también llamado MĀRA. Es una banda de death, trash y groove metal compuesta por 4 músicos. La banda lanzó rápidamente su primer EP, Therapy For An Empath, el 22 de noviembre de 2018. Los críticos lo recibieron muy bien, e incluso ganaron el premio al mejor álbum de metal del año 2018 en los Latvian Metal Music Awards. Māra también es premiada como la mejor cantante del mismo año. La banda realiza algunos conciertos en diferentes países europeos como Francia, Alemania e incluso Inglaterra. La banda finalmente revela su segundo EP, Self Destruct. Survive. Thrive! dos años después, con el cantante de Soilwork Bjorn Strid y Jeff Hughell de Six Feet Under. La fecha de lanzamiento está programada para el 13 de mayo de 2020.
Māra lanzó el 2 de abril de 2020, su propio Patreon para compartir contenido exclusivo. Ella también tiene un canal de YouTube donde hace covers.

## Vida personal
Māra ha estado casada con Dimitry Lisenko más de 6 años. Reside en España, después de salir de Alemania.
Max Cavalera, Sevendust y Korn la hizo querer dreadlocks.[cita requerida]
Māra es vegana pero no quiere destacarlo en las redes sociales.[cita requerida]

## Miembros de MĀRA
- Māra Lisenko - Voz
- Denis Melnik - Guitarra
- Dmitry Lisenko - Bajo
- Alberts Mednis - Batería

## Discografía

### Con Karmafree
- Illusions (EP) - 2012

### Con Ocularis Infernum
- Expired Utopia - 2017

### Con MĀRA
- Therapy For An Empath (EP) - 2018
- Self Destruct. Survive. Thrive! (EP) - 2020